# Mtume
Mtume (pronunciada em-tu-may) foi uma banda de funk e soul que lançou diversos hits durante a década de 1980.

## Discografia

### Álbuns
- Rebirth Cycle (1977)
- Kiss This World Goodbye (1978)
- In Search of the Rainbow Seekers (1980)
- Juicy Fruit (1983)
- You, Me and He (1984)
- Theater of the Mind (1986)

### Singles
| Ano  | Single                                     | U.S. Dance | U.S. R&B | U.S. Pop | UK |
| ---- | ------------------------------------------ | ---------- | -------- | -------- | -- |
| 1978 | "Just Funnin'"                             | ―          | 93       | ―        | ―  |
| 1980 | "Give It On Up (If You Want To)"           | 30         | 26       | ―        | ―  |
| 1980 | "So You Wanna Be A Star"                   | 52         | 60       | ―        | ―  |
| 1983 | "Juicy Fruit"                              | 30         | 1        | 45       | 34 |
| 1983 | "Would You Like To (Fool Around)"          | ―          | 11       | ―        | ―  |
| 1984 | "Green Light"                              | ―          | 66       | ―        | ―  |
| 1984 | "You, Me And He"                           | ―          | 2        | 83       | ―  |
| 1984 | "Prime Time"                               | ―          | ―        | ―        | 57 |
| 1984 | "C.O.D. (I'll Deliver)"                    | ―          | 20       | 104      | ―  |
| 1986 | "Breathless"                               | ―          | 9        | ―        | ―  |
| 1986 | "P.O.P. (Pursuits Of Pleasure) Generation" | ―          | 39       | ―        | ―  |
| 1987 | "Body And Soul (Take Me)"                  | ―          | 71       | ―        | ―  |